# 上帝之手 (1986年)

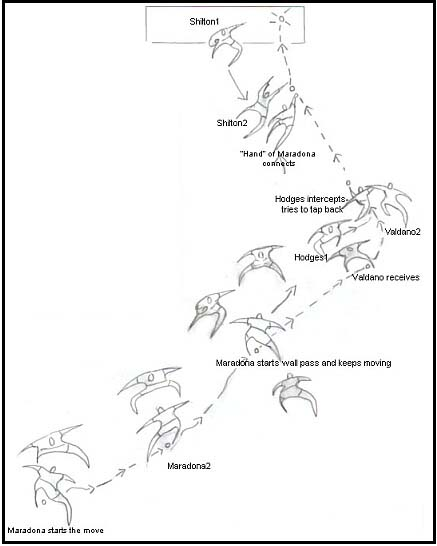
入球的進攻過程

上帝之手（Hand of God），是指由马拉多纳在1986年6月22日在墨西哥城阿茲特克體育場进行的1986年世界杯足球赛半準決賽，阿根廷对英格兰的比赛中用左手攻入的进球。
由于此場比賽不久以前才爆發過马岛战争，英國與阿根廷两国的关系在當時是處於非常紧张的狀態，因此這個進球在當時造成了大規模的爭議，甚至一度引發兩國民間的互相仇視。

## 事件經過
比赛进行到下半場第六分钟的时候，马拉多纳高高举起了他的前臂以使身材不高的自己在彼德·希爾頓之前碰到了球。全世界的媒体反复的播出了这一录像片段。英国媒体更是将此称为“魔鬼之手”。这一进球在很多年后的1998年、2002年世界杯足球赛的两队交锋时还被媒体和球迷多次提到。

## 马拉多纳的反应
在2002年出版的自传中，马拉多纳承认这个进球是个手球：
我现在能说出当时不能说的事情了。当时，我称其为“上帝之手”，其实那是“迪亞哥之手”。我感觉自己有点像是扒竊了英格兰人的钱包。
在同一场比赛中，马拉多纳还在發生手球後攻入了一个堪称世界杯历史上最精彩的入球：世纪最佳进球。这场比赛，阿根廷最终以2:1获胜，并最终获得冠军。

## 用球拍賣
这场比赛的唯一用球被這一比賽的突尼斯籍主裁判阿里·本·納賽爾收藏，2022年11月，阿里·本·納賽爾决定拍卖这个球。比赛用球将在伦敦被拍卖。

## 参看
- 1986年世界杯足球赛
- 阿根廷对英格兰 (1986年世界杯足球赛)
- 迭戈·马拉多纳
- 世纪最佳进球
- 阿里·本·納賽爾